# Fausto Coppi
Fausto-Angelo Coppi (Castellania, Provincia de Alessandria, 15 de septiembre de 1919-Tortona, Provincia de Alessandria, 2 de enero de 1960), más conocido como Fausto Coppi, fue un ciclista italiano, apodado Il Campionissimo y l'Airone.
Pentacampeón del Giro de Italia (1940, 1947, 1949, 1952 y 1953), y doble vencedor el Tour de Francia (1949 y 1952), en 1949 se convirtió en el primero de los pocos corredores de la historia capaces de ganar las dos pruebas en la misma temporada, repitiendo esta hazaña en 1952. En toda su trayectoria deportiva ganó 122 carreras. Fue Campeón del Mundo de Ciclismo en Ruta (1953), y estableció el récord mundial de la hora (1942).
Es considerado como uno de los más grandes ciclistas de todos los tiempos.

## Biografía
Nacido en 1919 en la localidad piamontesa de Castellania, era el cuarto hijo de Domenico Coppi y de Angiolina Boveri (el quinto hermano, Serse Coppi, que también sería ciclista profesional, nacería en 1923). De familia humilde, consiguió su primera bicicleta a los 8 años y la utilizó para trabajar como repartidor de la tienda de comestibles de la población vecina de Novi Ligure. En 1937, conocería a su descubridor Biagio Cavanna que lo animó a que participara en carreras no profesionales. Las excepcionales características físicas que atesoraba no tardaron en aflorar en el joven Coppi.
A partir de 1939, su carrera empieza a despuntar, primero a la sombra del veterano Gino Bartali (indiscutible figura de aquellos años), y poco después haciendo valer sus magníficas condiciones. Así, hasta el estallido de la Segunda Guerra Mundial consigue innumerables triunfos de gran prestigio, como su primer Giro (con tan solo 20 años) o el récord del mundo de la hora.
Pero la Segunda Guerra Mundial parte su carrera ascendente: es enviado a África con la «Divisione Ravenna» de infantería. Hecho prisionero por los ingleses, es puesto en libertad en 1945.
Dos años después, en 1947 consigue su segundo Giro, y ya en 1949 llega la cima de su carrera: consigue adjudicarse su tercer Giro y su primer Tour, y se convierte en el primer corredor de la historia capaz de adjudicarse las dos pruebas en la misma temporada.

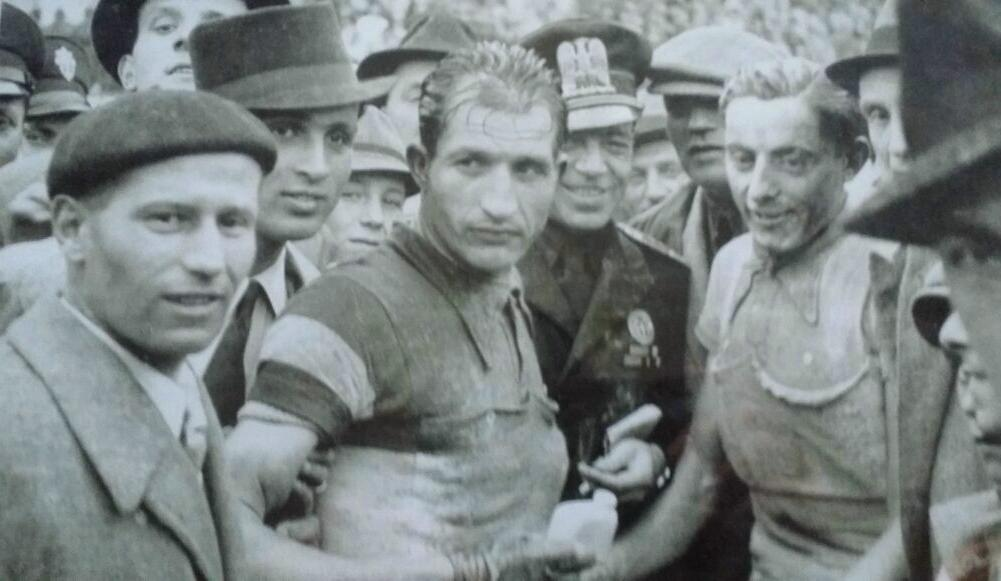
Gino Bartali y Fausto Coppi.

En 1951 fallece su hermano Serse, provocando una profunda crisis en Fausto (curiosamente, comparte esta triste circunstancia con Bartali, que también había perdido años antes a su hermano Giulio en una prueba ciclista). La rivalidad deportiva con Gino Bartali (a pesar de la larga amistad que los uniría después) se convierte en un asunto de alcance nacional en Italia. En 1952, reconoce por completo su agnosticismo, declaraciones que levantan ampollas en la sociedad italiana hasta el punto de que los transalpinos se declaran seguidores de Coppi (agnóstico) o de Bartali (católico convencido). Esta rivalidad tenía todos los ingredientes para levantar pasiones: los dos grandísimos campeones no podían ser más distintos entre sí (desde el carácter y la complexión física, hasta sus ideas sociales y religiosas), pero de manera sorprendente, las circunstancias de la competición ciclista les obligó a entenderse, protagonizando entre los dos algunos de los episodios más memorables de la historia del Tour de Francia.
| Acerca de este famoso incidente de la botella, en el Diario Marca se explica que: Sin embargo, La Gazzetta dello Sport ha investigado el tema y al parecer el fotógrafo Carlo Martini, autor de la imagen, lo preparó todo para que una mujer diera agua a Fausto en plena ascensión. El problema es que estaba colocada al lado derecho de la calzada, por el que iba Gino, por lo que éste la cogió para pasársela a Fausto. —Diario Marca 14/1/2010 |

| Sin embargo, en la propia Gazzetta dello Sport, dos años después se descarta la teoría de la implicación del fotógrafo, y se dice: Por lo tanto, Gino ha llenado su cantimplora y le pasa la botella a Fausto, que ya la ha cogido, y que destapó previamente la suya para acelerar la operación. Antes de pasar la botella a Fausto, Gino ha tapado su cantimplora. ¡Es impecable! ¡¡¡Hemos descubierto el misterio del "paso de la botella"!!! Bueno, aunque ... ¿y si Fausto ya había llenado su cantimplora, y estaba pasando la botella a Gino antes de ponerle el tapón a la suya para volver a colocarla en su lugar? Aunque esta suposición es realista, entonces... entonces... surge la pregunta sobre cuál de las dos cantimploras está llena. ¡Por supuesto! Pero aquí el escáner no puede ayudarnos. ¿Y qué? Así que el misterio continúa y tal vez es mejor así. — La Gazzetta dello Sport 16/7/2012 |

Es muy famosa una fotografía en la que se puede ver a Fausto Coppi y a Gino Bartali pasándose una botella de agua en el Col du Galibier en la 11.ª etapa del Tour de Francia de 1952. Tras un largo periodo de enemistad por el choque entre sus ideales religiosos (también se cree que pudo ser por conflictos con sus mujeres), Fausto Coppi que ya corría por entonces en un equipo rival al de Gino Bartali, al ver que a su amigo y rival se le había terminado el agua, le tendió la botella y dijo: "Toma Gino, bebe", quedando desde entonces zanjada la enemistad que desde hacía varios años les caracterizaba. Sobre este hecho circulan varias versiones. Hay teorías que apuntan a que fue Bartali el que pasó el agua a Coppi y otras que defienden que no es posible saber qué pasó realmente. (ver notas al margen). Incluso los dos protagonistas de la foto no se pusieron de acuerdo, y ambos afirmaban caballerosamente tiempo después el haberle pasado la botella a su compañero.

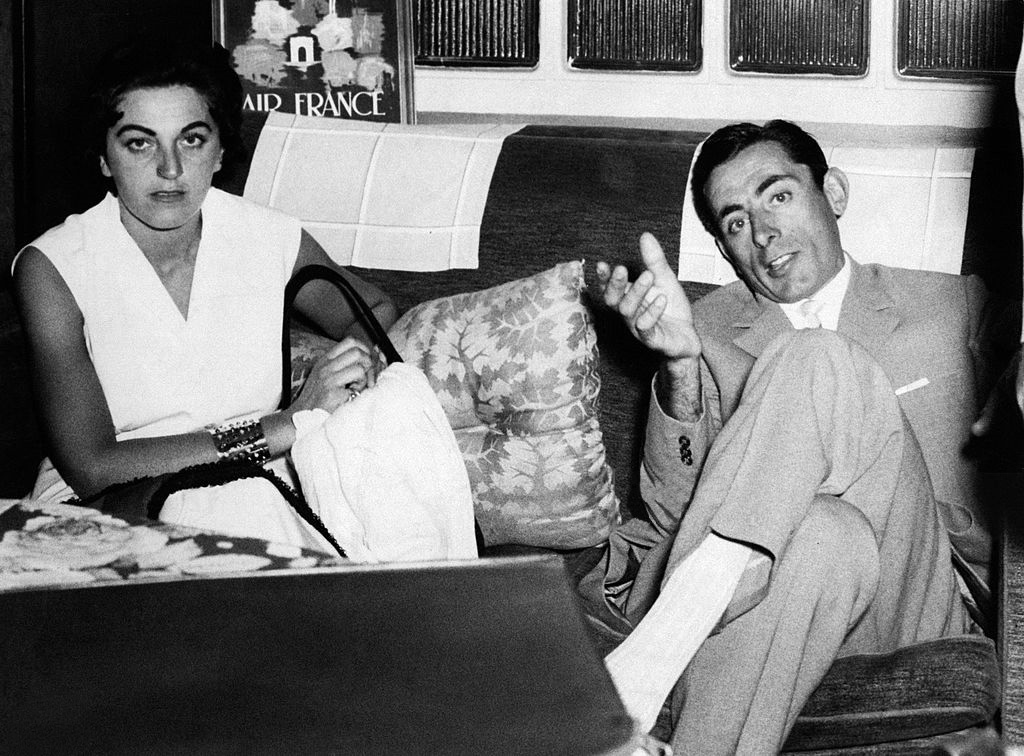
Coppi con Giulia Occhini en 1954.

Entre 1952 y 1954, todavía fue capaz de encadenar dos Giros más y un segundo Tour, si bien durante el Giro de 1953, Coppi fue el centro de la crónica rosa del momento por tener una relación extraconyugal con Giulia Occhini, mujer del doctor Locatelli, apasionado seguidor de Coppi. Occhini sería conocida en adelante como la "Dama Blanca". Fausto y Giulia iniciaron una larga historia de amor, que llegó a ser condenada abiertamente hasta por el propio Papa Pío XII. Coppi y su primera mujer Bruna Ciampolini (con la que se había casado en noviembre de 1945 y tenía una hija, Marina, nacida en 1947) se separaron en 1954, mientras que el doctor Locatelli denunció a Giulia Occhini por adulterio. Como consecuencia, la mujer tuvo que ingresar en la cárcel mientras que a Coppi se le retiró el pasaporte. Tras muchas dificultades, la pareja se casó en México (matrimonio nunca reconocido en Italia) y tuvieron un hijo, Faustino (venido al mundo en Argentina para poder llevar el apellido de su padre).
A finales de 1959, junto con otros ciclistas franceses, participa en una carrera y en una sesión de caza en el Alto Volta (actual Burkina Faso), y allí es infectado por la malaria. La diagnosis de la enfermedad fue hecha con retraso y la enfermedad misma fue mal curada, causando la muerte de Fausto Coppi a principios de 1960 con tan solo 40 años de edad.

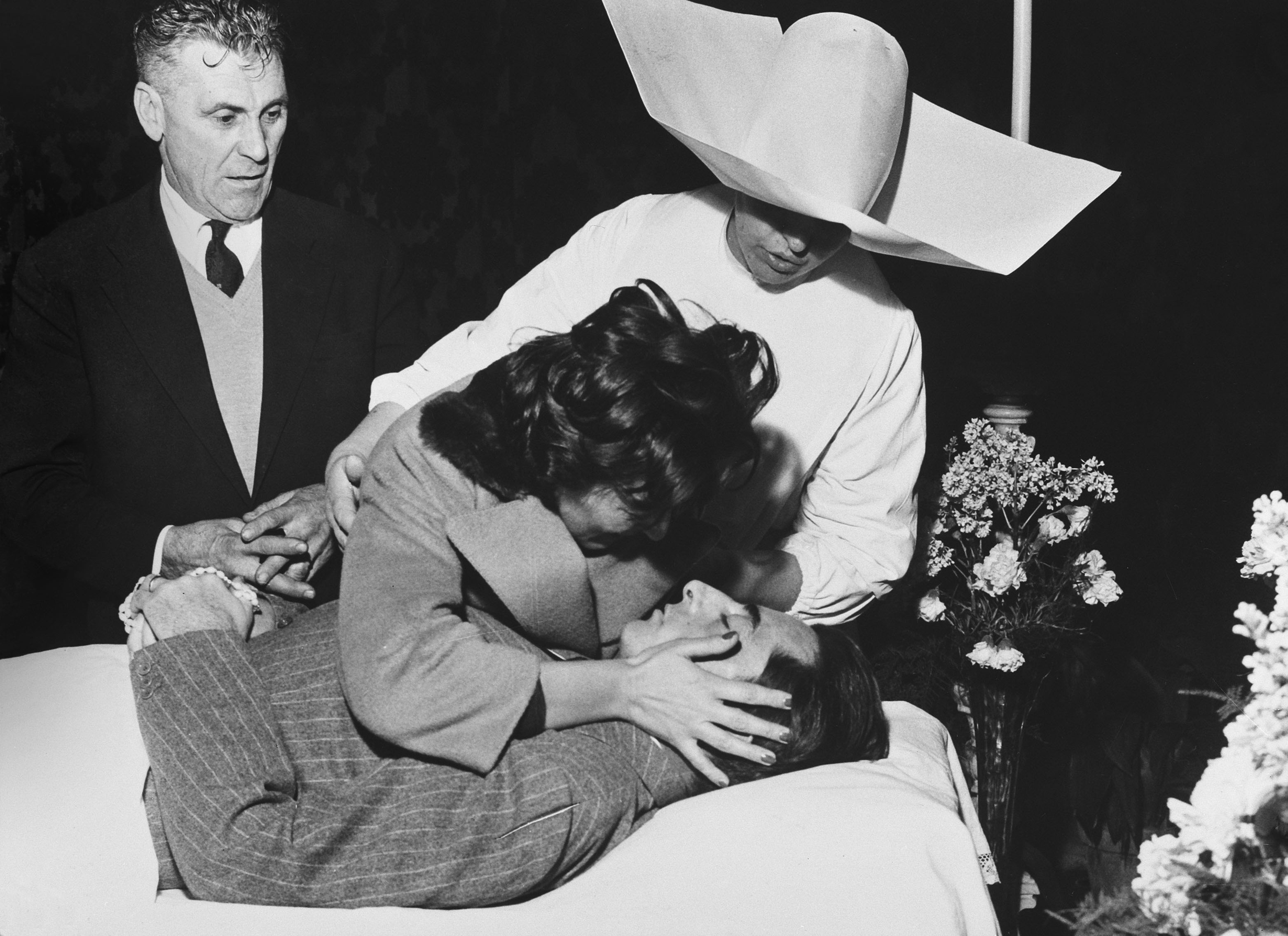
Funeral de Coppi en enero de 1960.

Gran parte del éxito de Coppi se debe a que había revolucionado los sistemas de preparación, siendo quizá el primer ciclista moderno, en contraposición a Bartali, uno de los últimos representantes del ciclismo clásico. Su físico no reunía condiciones atléticas excepcionales (se dice que su esqueleto pudo sufrir raquitismo infantil, lo que se tradujo en algunas graves fracturas durante su carrera), pero en cambio estaba dotado de una capacidad respiratoria inusual (siete litros), un sistema circulatorio y endocrino muy eficiente, musculatura modesta pero equilibrada y adecuada para los esfuerzos sostenidos, y de unas extremidades largas y ligeras. En palabras del periodista italiano G. Brera: "Una invención de la naturaleza para completar el modesto ingenio mecánico de la bicicleta".
Tampoco es desdeñable su condición de mito del deporte, agigantada por su relativamente temprana muerte y por la enorme repercusión en los medios de comunicación del protagonista de hazañas deportivas casi sobrehumanas, en una época de penurias en la que Italia intentaba sobreponerse a los sinsabores de la posguerra. El aspecto casi místico y extremadamente concentrado de Fausto Coppi que transmitían las fotografías de los diarios y los reportajes cinematográficos, la espectacularidad de muchas de sus gestas en solitario, y la incuestionable majestuosidad y elegancia de su forma de moverse sobre la bicicleta, hicieron de él el deportista favorito de un país necesitado de motivos para recuperar su orgullo. Sin embargo, junto a esta justa imagen de extrema austeridad como deportista, Coppi tenía un carácter sociable, disfrutaba de la compañía de sus amigos (con los que compartía su afición a la caza), e incluso era capaz de protagonizar apariciones humorísticas en un programa de televisión junto a su viejo camarada Gino Bartali.

## Carrera ciclista

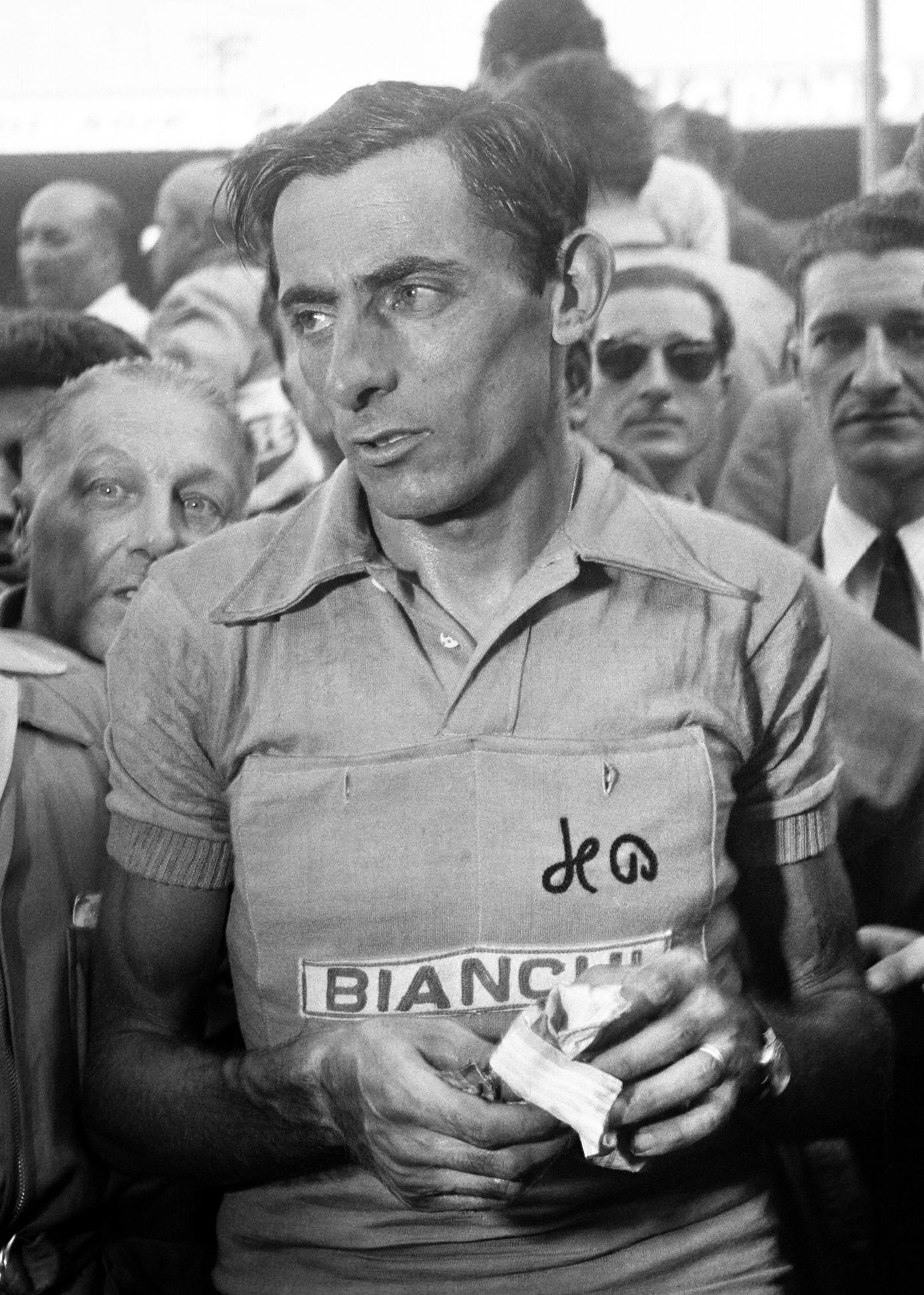
Coppi en Tour de Francia de 1952.

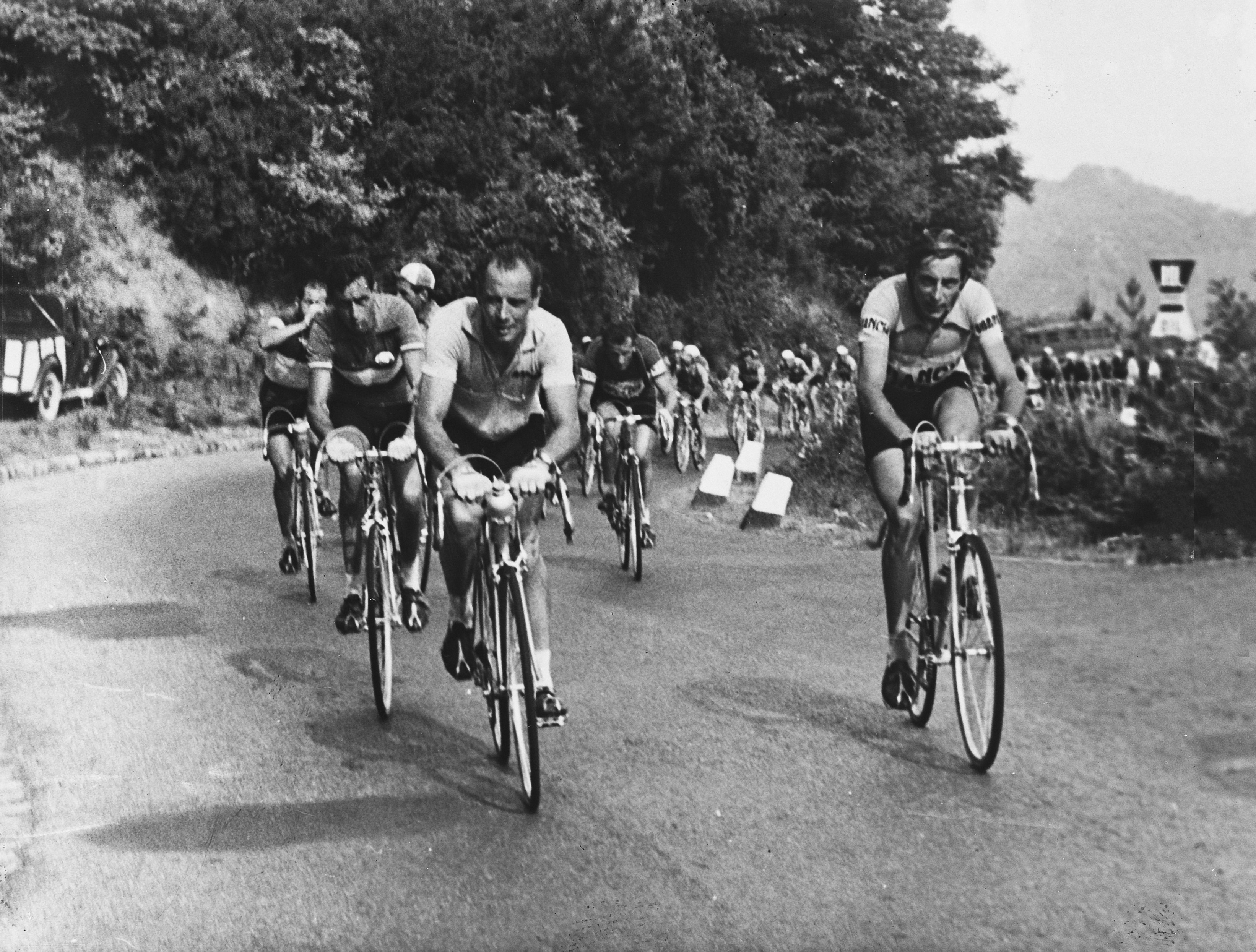
Coppi (derecha) y Hugo Koblet encabezando el Giro de Italia 1953.

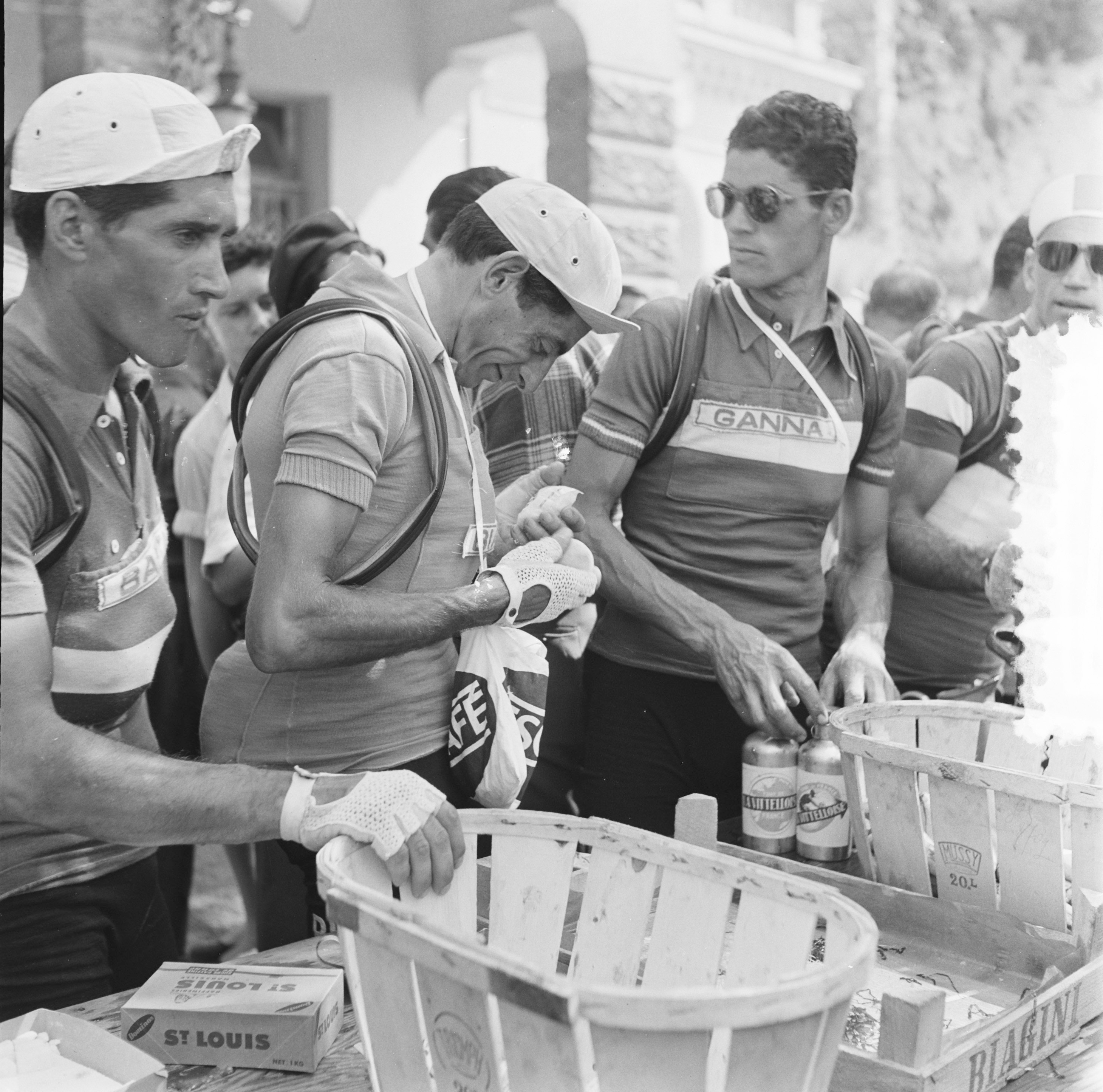
Giovanni Corrieri, Fausto Coppi y Mario Baroni, durante el Tour de Francia 1952.

En 1939, pasa a profesional, y gana seis carreras esa misma temporada. Pero el salto a la fama de Coppi fue un año después cuando, empezando como gregario de Gino Bartali, consiguió el primero de sus cinco Giros de Italia. Además, esta victoria le convirtió en el corredor más joven que se hace con el triunfo absoluto en el Giro de Italia con 20 años, 8 meses y 25 días, un récord todavía imbatido. Además, en 1940 y 1941, se proclama campeón italiano de la especialidad persecución. En 1942, establece el récord de la hora en el velódromo Vigorelli de Milán, dejando la nueva marca en 45,871 km, un récord que resistió 24 años hasta la plusmarca de Jacques Anquetil en 1966.
En 1945, tras el parón de la Segunda Guerra Mundial, corre alguna carrera con la sección de ciclismo de la Società Sportiva Lazio. En 1946, nace el legendario noviazgo entre Fausto Coppi y el equipo Bianchi, al que el campeón italiano estaría ligado durante una década. La llegada de Coppi al equipo pronto da sus frutos cuando gana su primera Milán-San Remo con una épica fuga que empieza en el Paso del Turchino y que acaba con 14 minutos de ventaja sobre el segundo clasificado. Nicolò Carosio lo narraba así en la radio:

"Primer clasificado, Fausto Coppi, en espera del segundo transmitimos música de baile".

Ese año también gana tres etapas del Giro (aunque la general se la llevaría Bartali), el Gran Premio de las Naciones, el Circuito de Lugano y el Giro de Lombardía. En 1947, siete años después del primero, gana su segundo Giro de Italia.
En 1949, llega la definitiva consagración internacional de Coppi. Tras ganar la Milán-San Remo y el Giro de Lombardía, en el Giro de Italia (que también se adjudica) firma una de las que serán sus hazañas más célebres: 192 kilómetros en solitario en la etapa entre Cuneo y Pinerolo. El famoso periodista Mario Ferretti diría en su crónica una frase que entraría en la historia del ciclismo:

Un hombre solo al mando, su maillot es blanco y celeste. Su nombre, Fausto Coppi.

En ese mismo año, alcanza el zénit de su carrera. Con el tercer Giro en el bolsillo, encara su primer Tour de Francia. Fausto empezó muy mal, perdiendo más de media hora en la primera etapa. Pero se supo recuperar, dominando las dos etapas contra el reloj e imponiéndose en la etapa entre Briançon y Aosta. Consigue la victoria en la general siendo el primer hombre que logra ganar Giro y Tour en el mismo año, mientras que en Francia nace el mito de "Fostò".
En 1950, Coppi tiene un inicio de temporada espectacular. Se adjudica la París-Roubaix y la Flecha Valona. Pero la suerte le da la espalda al "Campionissimo" cuando en la etapa del Giro entre Vicenza y Bolzano, un corredor que va por delante hace caer a Fausto, lo que le provoca fractura de tres costillas, por lo que da por concluida la temporada.
En 1951, las cosas no mejoraron para Coppi. Su hermano Serse, también ciclista, murió en el Giro del Piamonte a causa de otra caída. La muerte de su hermano afecta a Fausto que hace un discreto Giro. De todas maneras, en el Tour de ese mismo año (y aunque sufre una crisis nerviosa), gana la etapa alpina entre Gap y Briançon.

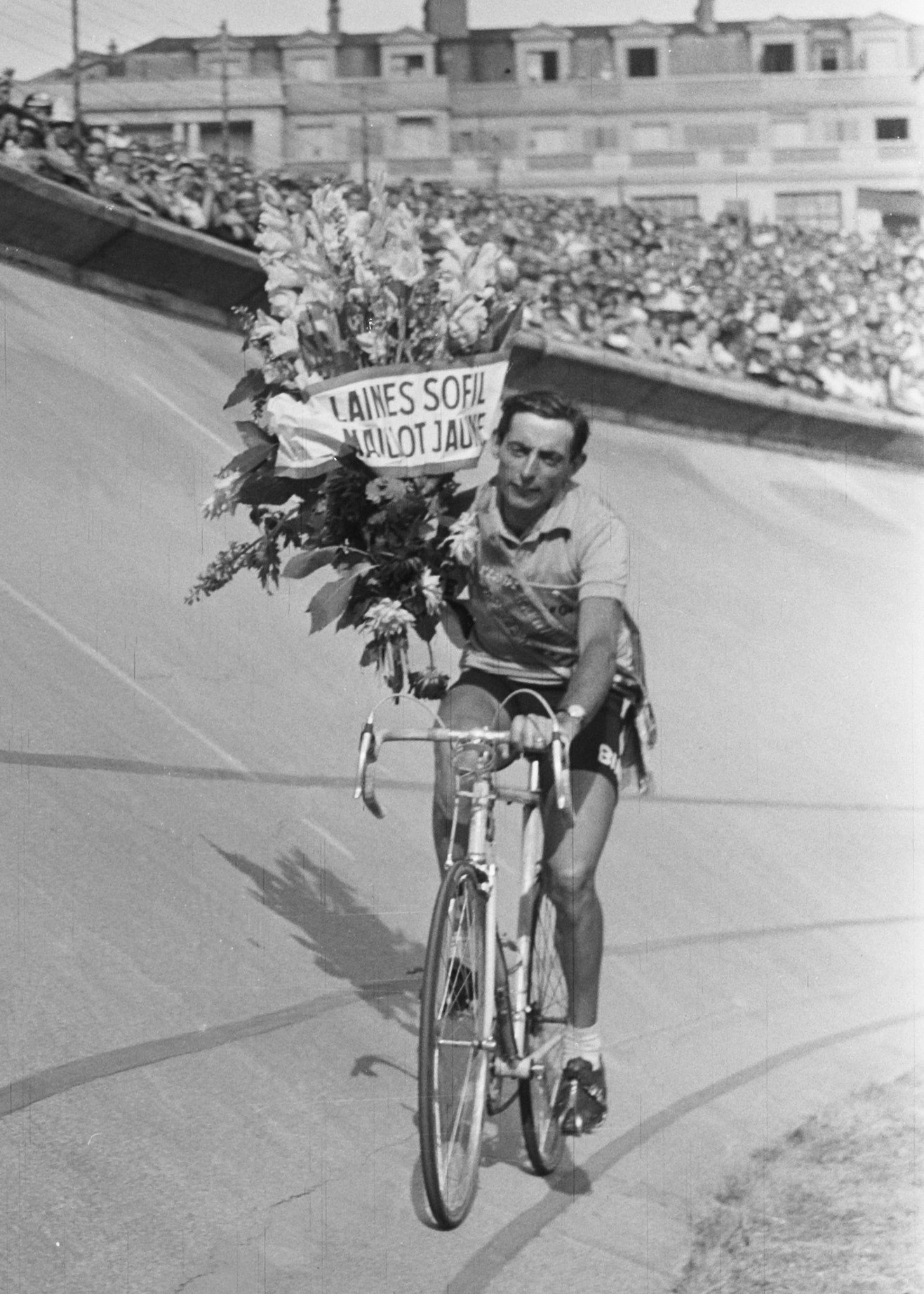
Fausto Coppi vencedor en el Tour de Francia 1952.

El 1952 vuelve a ser un año excepcional para Coppi. Gana tres etapas del Giro de Italia, cinco en el Tour (una de ellas, la primera llegada al Alpe d'Huez de la historia de la "Grande Boucle"; desde entonces la ronda francesa dedicó una cima a Coppi), y llega con el maillot amarillo a París. Completa su segundo doblete Giro-Tour en la misma temporada.
En 1953 consigue el quinto Giro de Italia y también gana el campeonato del mundo en Lugano, pero su actividad se estaba reduciendo ya por culpa de algunos acontecimientos como el asunto de su separación matrimonial y la polémica en Italia de su relación con Giulia Occhini, que pudieron afectar a su rendimiento.
En 1954 gana una de sus últimas grandes carreras, el Giro de Lombardía. Todavía activo, fallece en 1960 víctima de la malaria, tras acudir a una carrera en Alto Volta. A lo largo de su vida deportiva, había portado la maglia rosa durante 31 días y el maillot amarillo durante 19 jornadas.
Sin ningún género de dudas, Coppi es uno de los mejores ciclistas de todos los tiempos. De él se ha llegado a decir:

La comparación de corredores de diferentes épocas es un asunto arriesgado, sujeto a los prejuicios del que juzga. Pero si Coppi no es el mejor corredor de todos los tiempos, entonces quizá sólo pueda ser superado por Eddy Merckx. Uno no puede juzgar sus logros por su palmarés, porque la Segunda Guerra Mundial interrumpió su carrera, al igual que la Primera Guerra Mundial interrumpió la de Philippe Thys. Coppi lo ganó todo: el récord mundial de la hora, los campeonatos del mundo, las grandes vueltas, las clásicas, así como pruebas contra reloj. El gran periodista de ciclismo francés, Pierre Chany, afirma que entre 1946 y 1954, una vez que Coppi saltaba del pelotón, el pelotón nunca lo volvía a ver. ¿Se puede decir esto de cualquier otro corredor? Observadores informados que vieron muchas carreras, coinciden en señalar que Coppi fue el gran campeón más elegante, conducido por sus dones físicos, mientras que Merckx se conducía a sí mismo y golpeaba a sus rivales sin tregua por ser la encarnación de la voluntad pura.
Bill McGann

## Reconocimientos y honores
- El superlativo italiano "campionissimo" (campeón de campeones), se utilizó para calificar sucesivamente a Costante Girardengo,[18] Alfredo Binda,[19] Gino Bartali y Coppi, y no volverá a ser utilizado para ningún otro campeón después de la muerte de este último.[20]
- Pocos años después de su muerte, el gobierno italiano levantó en Castellania un mausoleo donde reposan Fausto Coppi y su hermano Serse.[21]
- Se han erigido estelas en honor a su memoria en el paso del Stelvio, en el paso Pordoi y en el Col de Larche.
- En 1965, el nombre "Cima Coppi" aparece en el Giro de Italia por primera vez para designar en cada edición de la carrera la cima más alta.[22]
- En 2001, un año después de la muerte de Gino Bartali, una carrera italiana creada en 1984 pasó a llamarse Semana Internacional Coppi y Bartali, en honor a estos dos corredores.[23]
- En 2002, Coppi es uno de los 57 corredores seleccionados para formar parte de la Sesión Inaugural del Salón de la Fama de la UCI.[24]
- También este año, un monumento en su memoria fue inaugurado en Turín, con 21 piedras en su base representando lugares memorables de su carrera.[25]
- En la misma ciudad, un estadio de ciclismo lleva su nombre.
- En 2010, el estado de San Marino emitió dos sellos para conmemorar el 50.º aniversario de la muerte de Fausto Coppi y el décimo aniversario de la de Gino Bartali. Este díptico representa el intercambio de una botella durante una carrera.[26]
- De acuerdo con su palmarés, está considerado uno de los mejores ciclistas de todos los tiempos, con dos Tours de Francia y cinco Giros en su haber.[27]

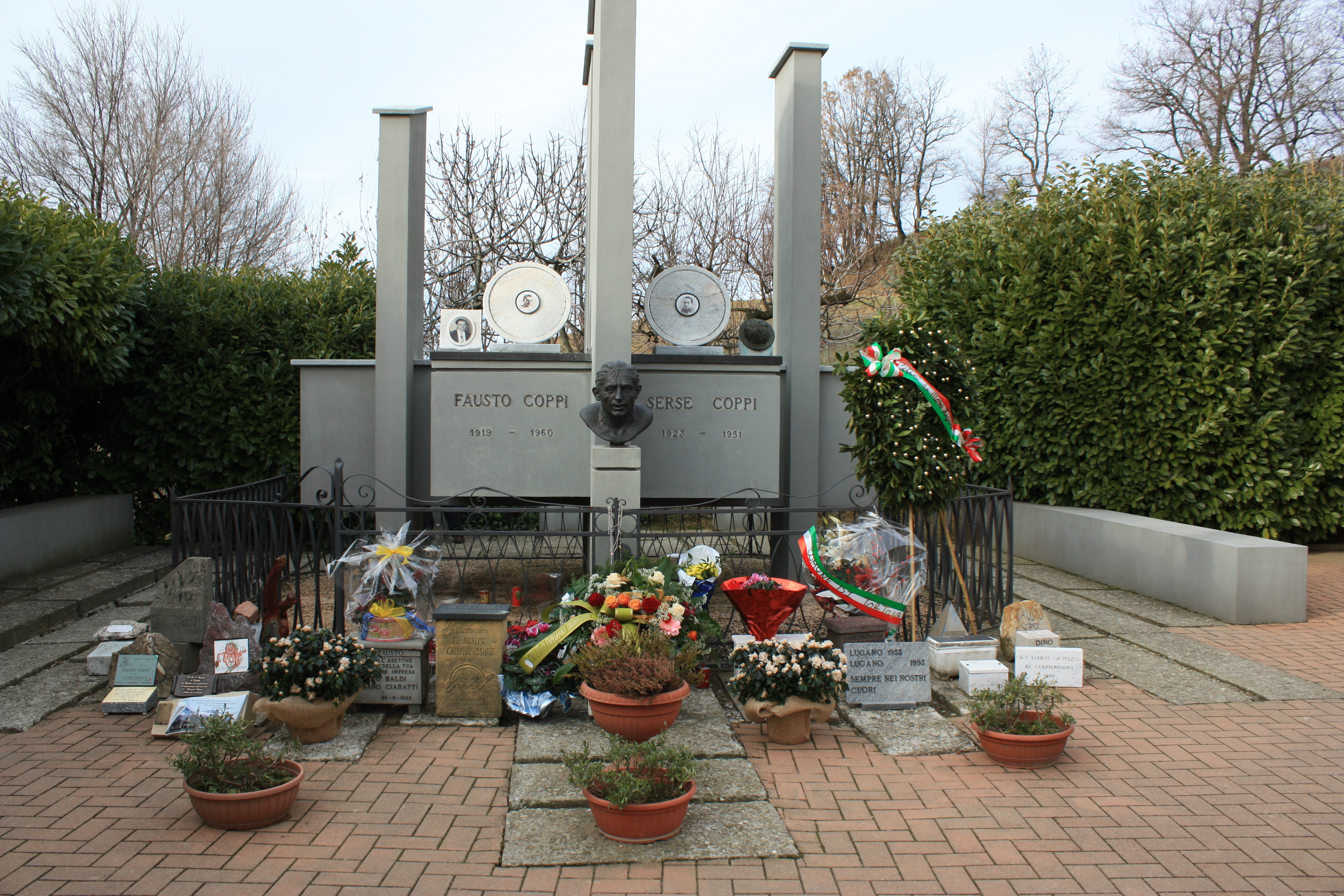
Monumento en memoria de Fausto y Serse Coppi, en Castellania
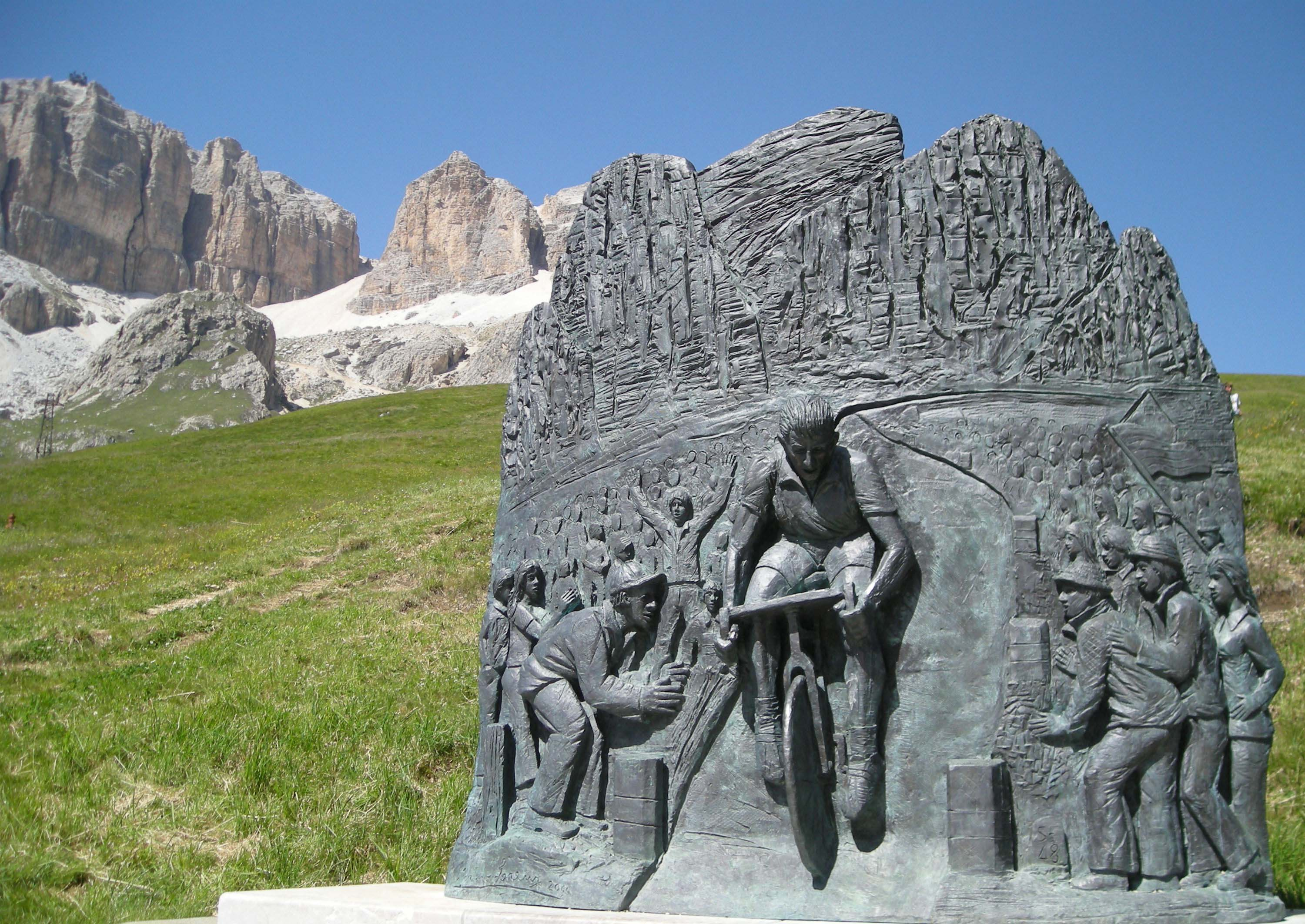
Monumento a Coppi en el Paso Pordoi (Dolomitas) erigido por la comuna de Canazei (2/7/2000)
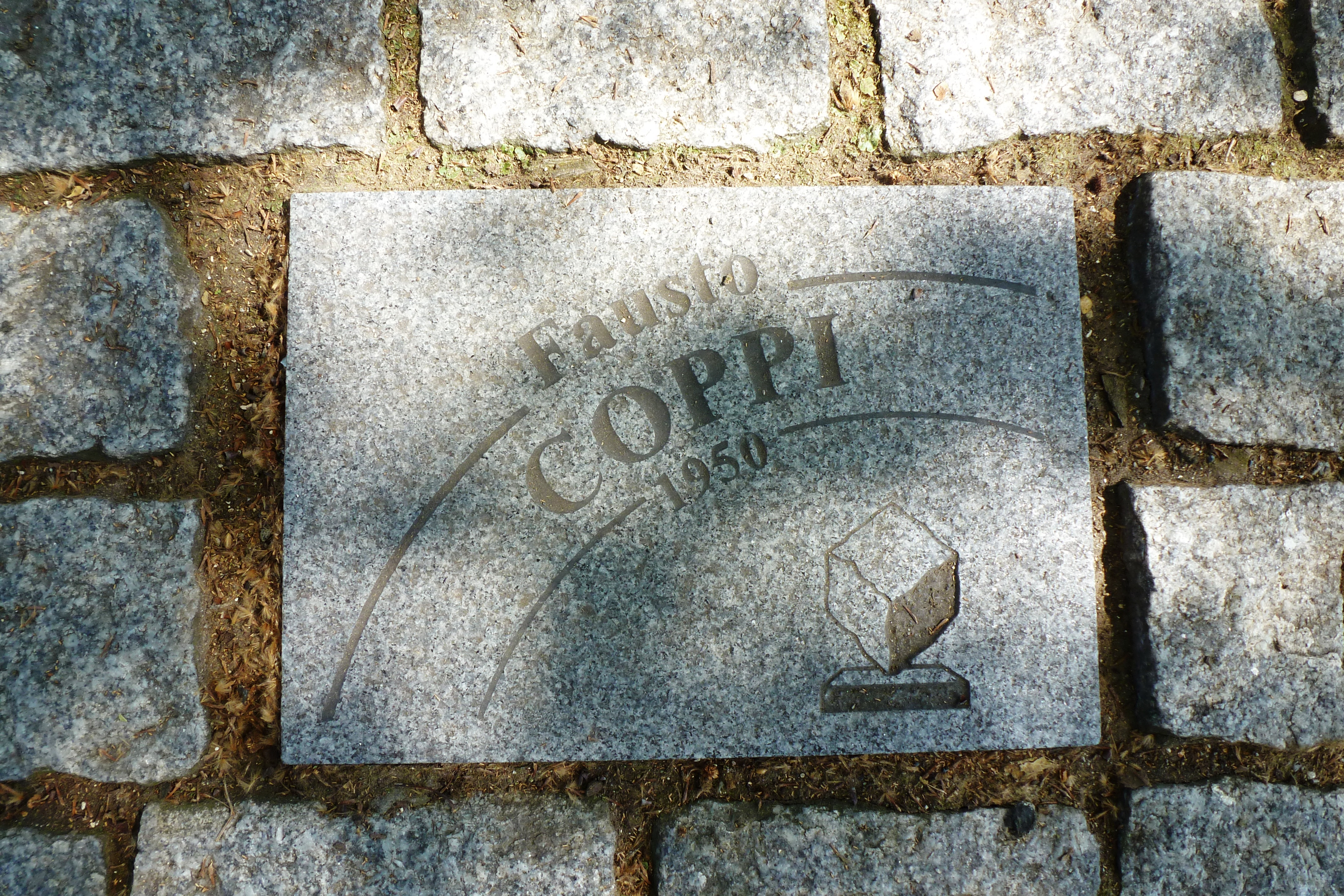
Adoquín ("pavé") dedicado a Fausto Coppi, en la avenida Charles Crupelandt de Roubaix
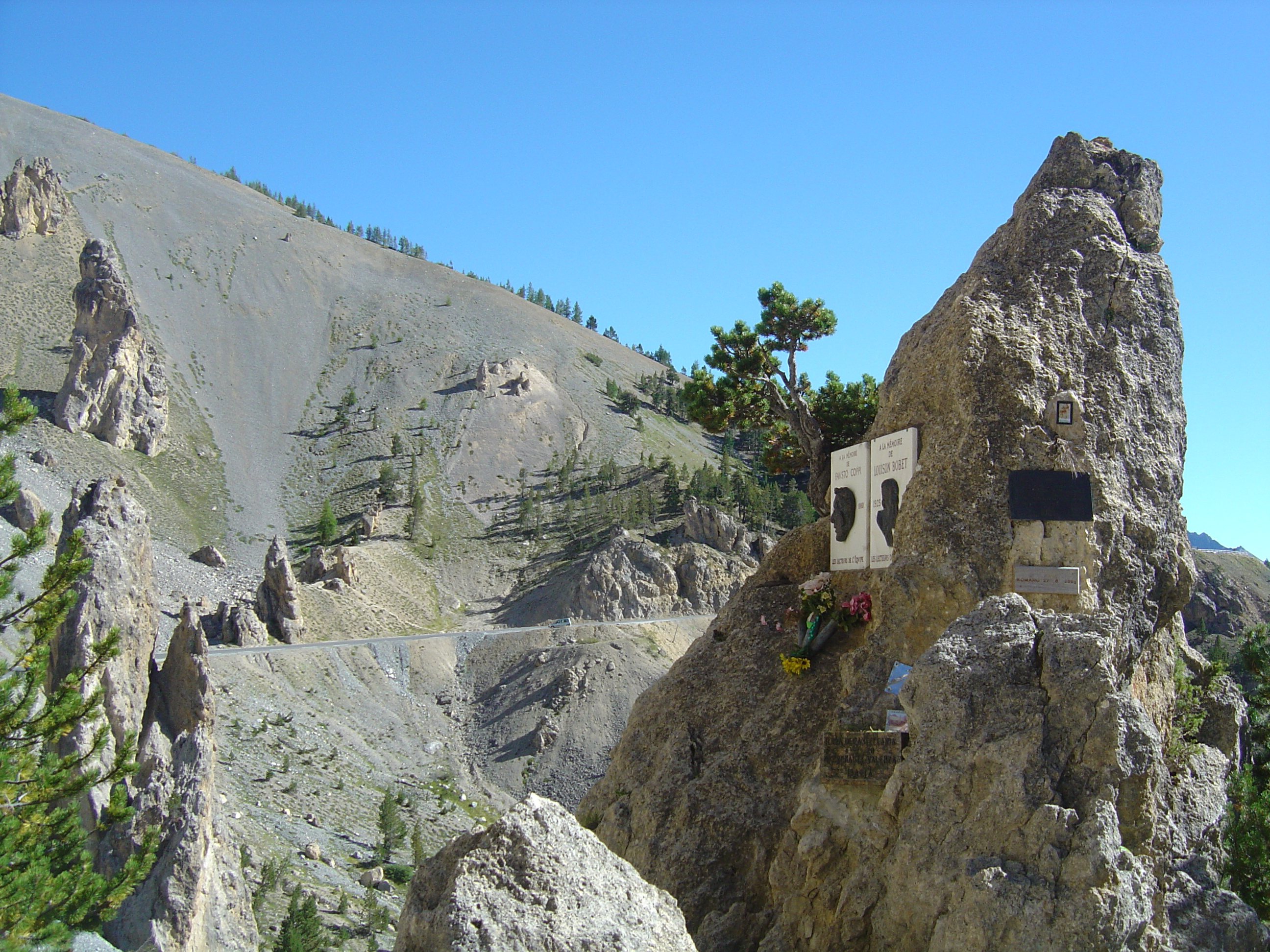
Estelas de Coppi y Louison Bobet en La Casse Déserte (vertiente Sur del ascenso al Col d'Izoard)

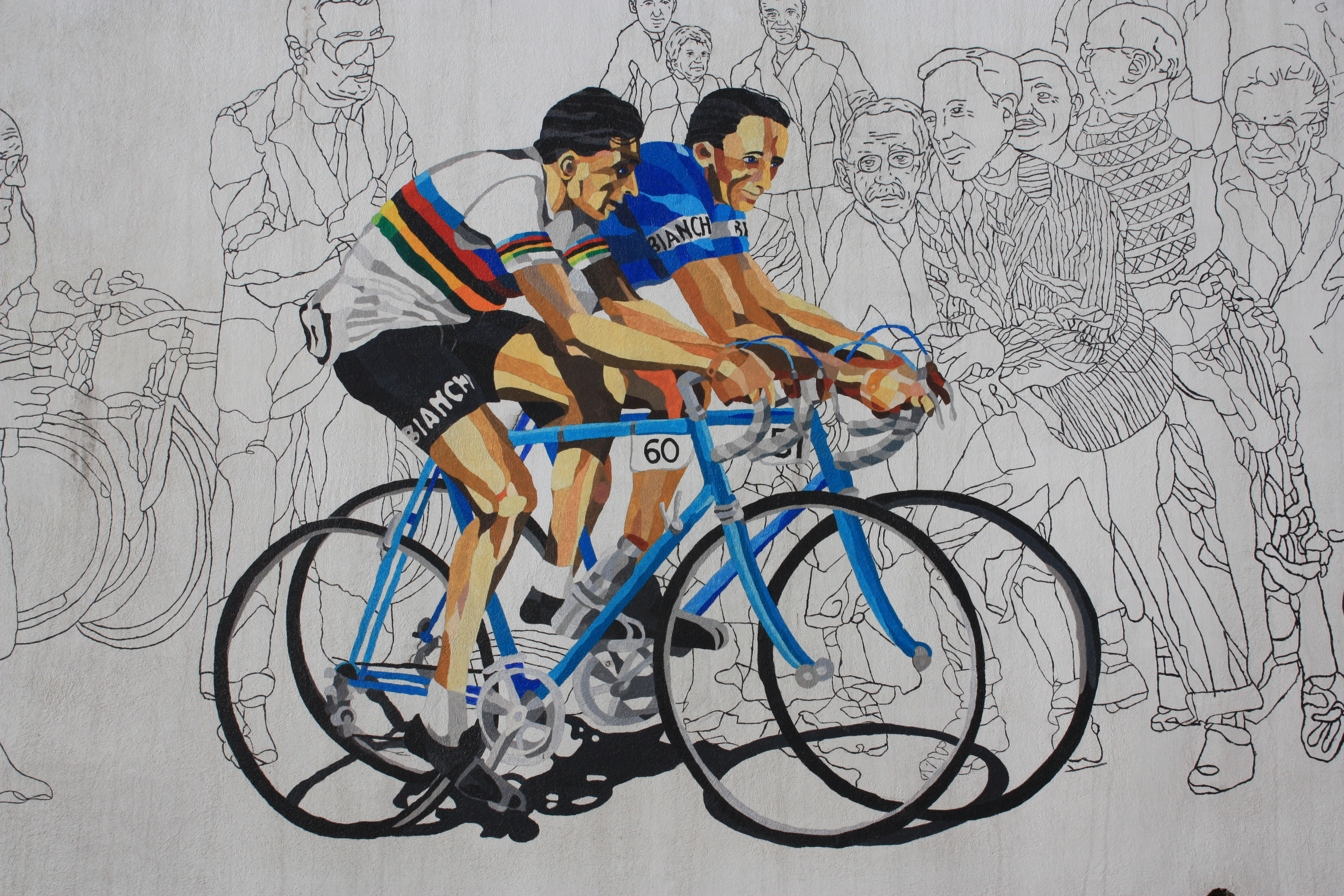
Mural en Castellania. Fausto Coppi (con el maillot arco iris) y su hermano Serse
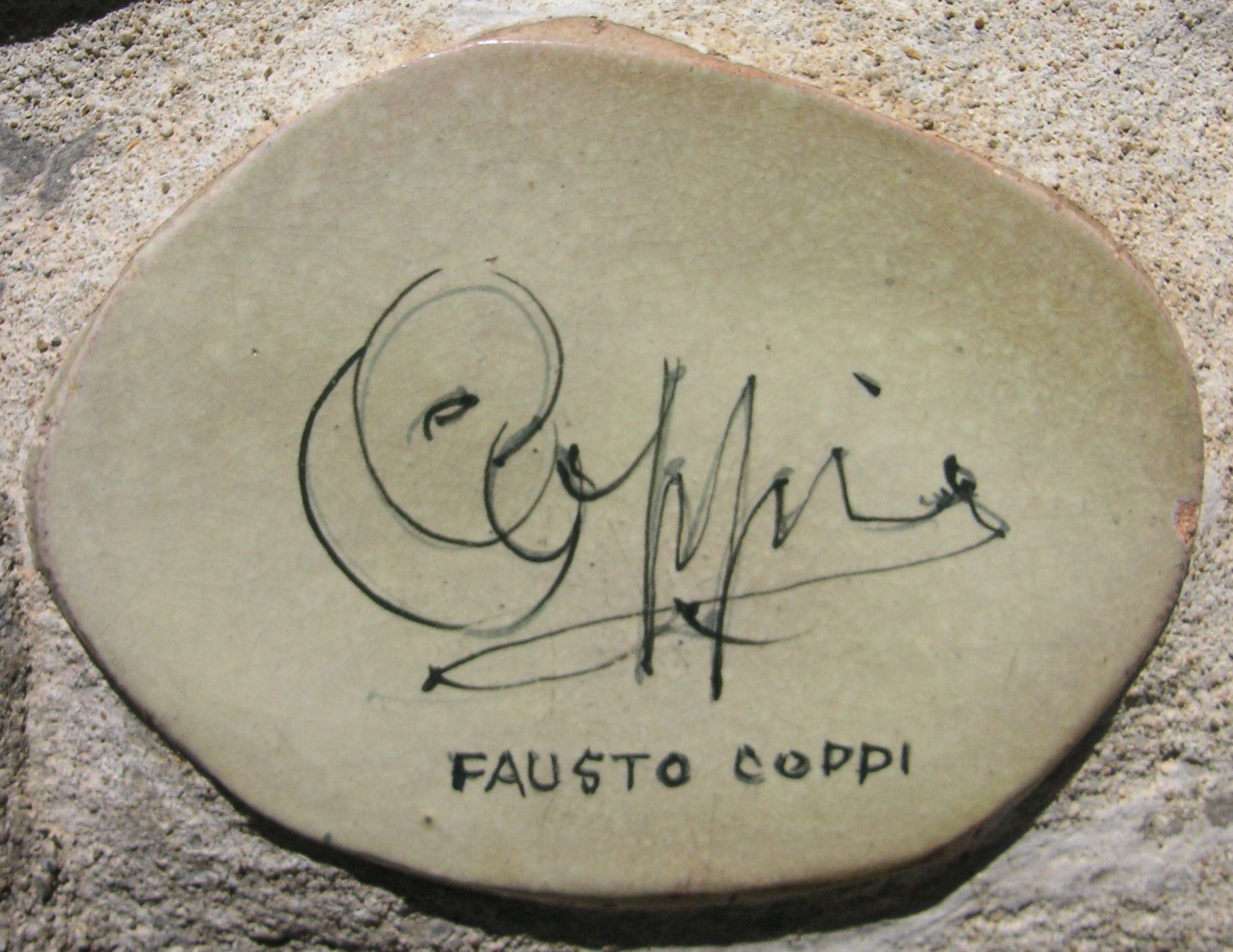
Cerámica con el autógrafo de Coppi en el "muretto di Alassio"
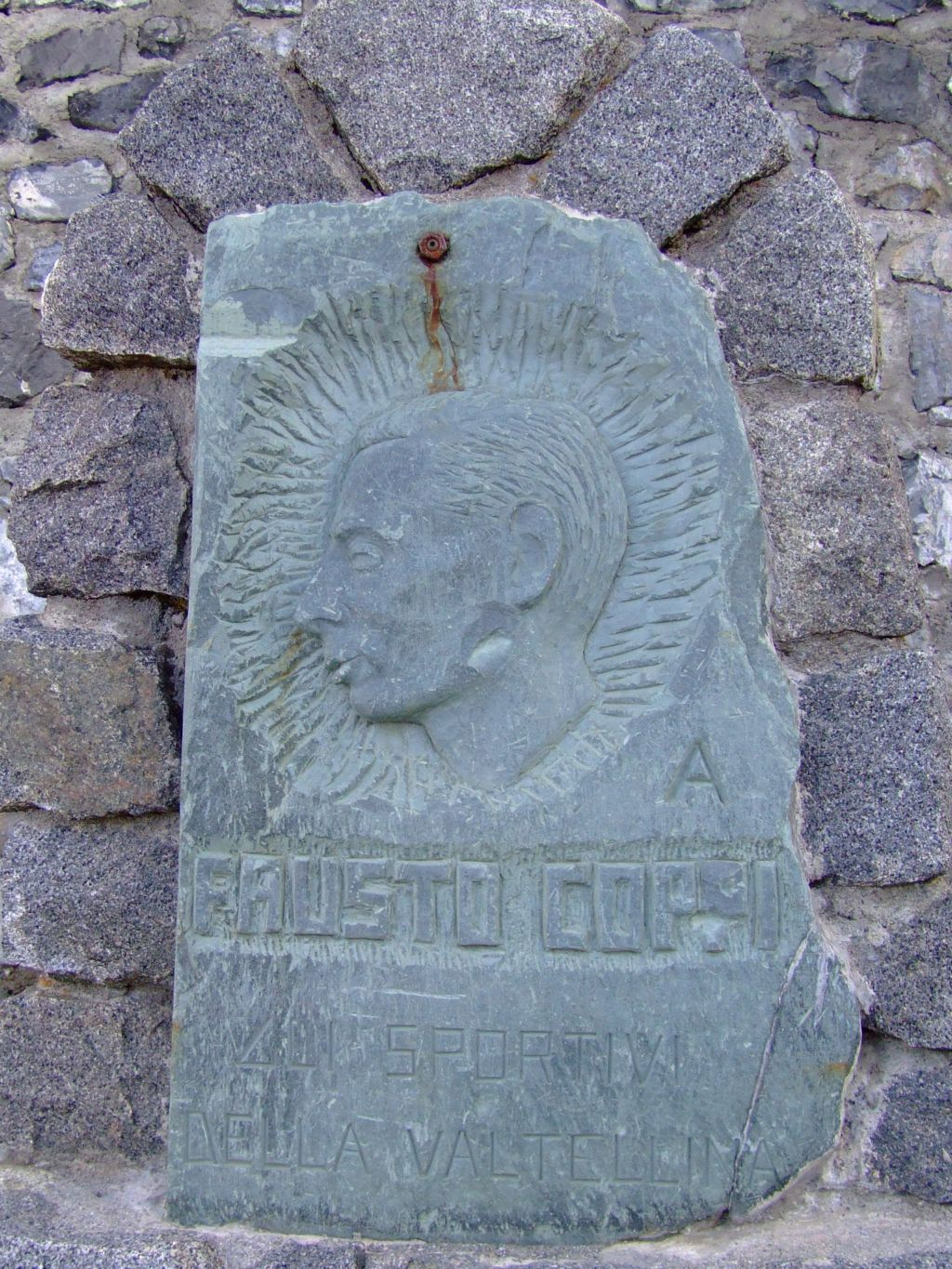
Estela en recuerdo de Fausto Coppi en el Paso del Stelvio
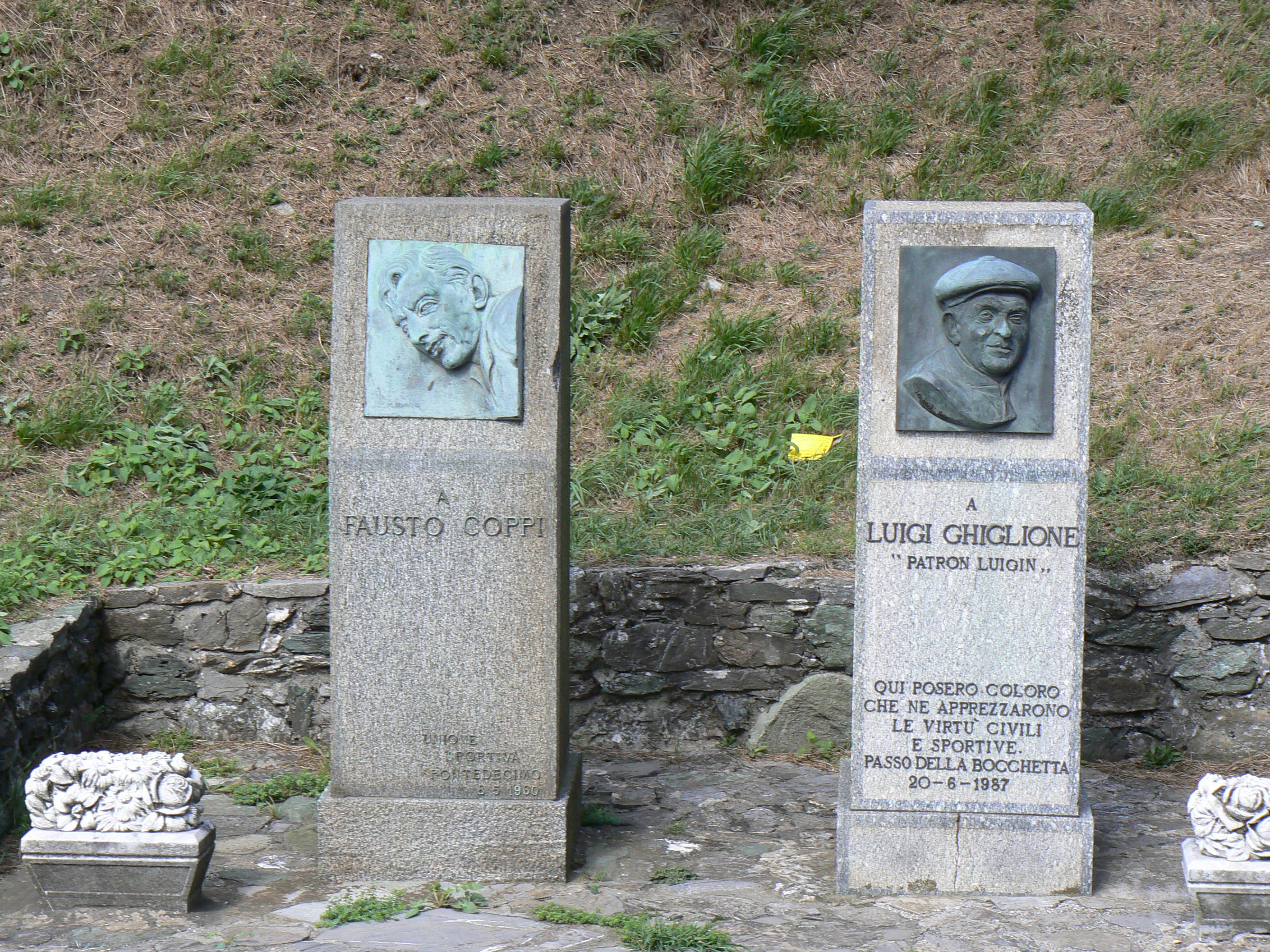
Monumento a Fausto Coppi en el paso alpino de la Bocchetta, en el Piamonte
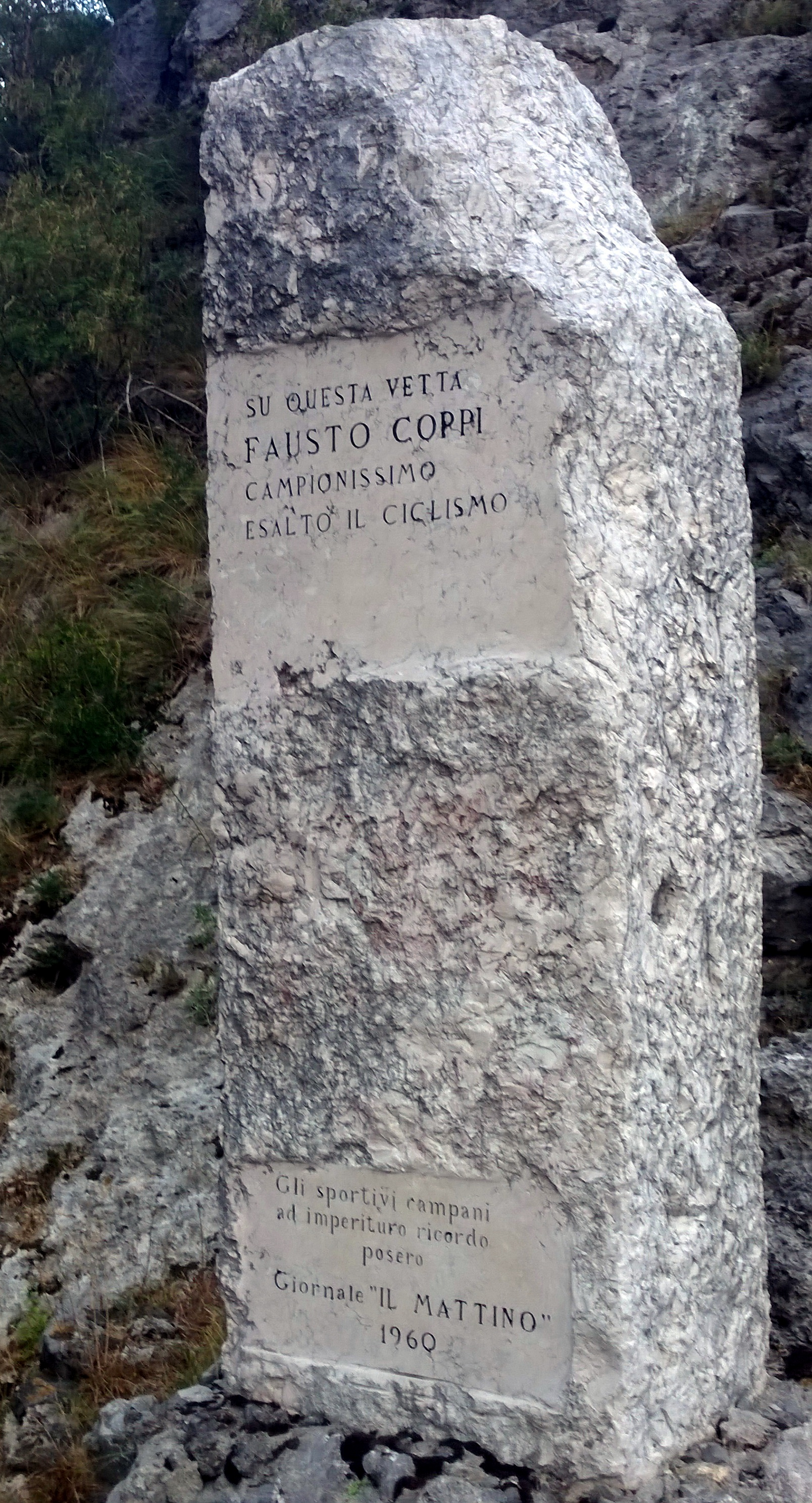
Monumento en memoria de Fausto Coppi en el paso de Agerola (NA)

## Palmarés destacado
| 1940 - Giro de Italia , más 1 etapa - Campeonato de Italia de persecución 1941 - Campeonato de Italia de persecución - Tres Valles Varesinos - Giro d'Emilia - Giro de Toscana - Giro del Veneto - Giro de la Provincia de Milán 1942 - Récord de la hora - Campeonato de Italia en Ruta - Campeonato de Italia de persecución 1946 - Milán-San Remo - Giro de Lombardía - GP de las Naciones - 2.º en el Giro de Italia, más 3 etapas - Giro de la Romagna 1947 - Giro de Italia, más 3 etapas - Campeón de Italia en ruta - Campeonato Mundial de persecución - Campeonato de Italia de persecución - Giro de Lombardía - À travers Lausanne - GP de las Naciones - Giro d'Emilia - Giro del Veneto - Giro de la Romagna 1948 - Milán-San Remo - Tres Valles Varesinos - Giro de Lombardía - 2 etapas del Giro de Italia, más clasificación de la montaña - 2.º en el Campeonato de Italia en Ruta - Giro d'Emilia 1949 - Tour de Francia , más 3 etapas y clasificación de la montaña - Giro de Italia , más 3 etapas y clasificación de la montaña - Milán-San Remo - Giro de Lombardía - Campeonato Mundial de persecución - Campeonato de Italia en Ruta - 3.º en el Campeonato del Mundo en Ruta - Giro del Veneto - Giro de la Romagna - Challenge Desgrange-Colombo | 1950 - París-Roubaix - Flecha Valona - Giro Reggio Calabria 1951 - 1 etapa del Tour de Francia, más clasificación de la montaña - 2 etapas del Giro de Italia - Gran Premio de Lugano (contrarreloj) 1952 - Tour de Francia , más 5 etapas y clasificación de la montaña - Giro de Italia , más 3 etapas - Gran Premio de Lugano (contrarreloj) - Gran Premio del Mediterráneo 1953 - Campeonato Mundial en Ruta - Giro de Italia , más 3 etapas - Trofeo Baracchi (con Riccardo Filippi) 1954 - Giro de Lombardía - 1 etapa del Giro de Italia, más clasificación de la montaña - Coppa Bernocchi - 2.º en el Campeonato de Italia en Ruta - Trofeo Baracchi (con Riccardo Filippi) - Giro di Campania - 1 etapa del París-Niza 1955 - Campeonato de Italia en Ruta - Giro de los Apeninos - 2.º en el Giro de Italia, más 1 etapa - Tres Valles Varesinos - Trofeo Baracchi (con Riccardo Filippi) - Giro di Campania 1956 - Gran Premio de Lugano (contrarreloj) 1957 - Trofeo Baracchi (con Ercole Baldini) |

## Resultados
Durante su carrera deportiva ha conseguido los siguientes puestos en Grandes Vueltas y carreras de un día.

### Grandes Vueltas
| Carrera | Carrera         | 1939 | 1940 | 1941 | 1942 | 1943 | 1944 | 1945 | 1946 | 1947 | 1948 | 1949 | 1950 | 1951 | 1952 | 1953 | 1954 | 1955 | 1956 | 1957 | 1958 | 1959 |
| ------- | --------------- | ---- | ---- | ---- | ---- | ---- | ---- | ---- | ---- | ---- | ---- | ---- | ---- | ---- | ---- | ---- | ---- | ---- | ---- | ---- | ---- | ---- |
|         | Giro de Italia  | —    | 1.º  | X    | X    | X    | X    | X    | 2.º  | 1.º  | Ab.  | 1.º  | Ab.  | 4.º  | 1.º  | 1.º  | 4.º  | 2.º  | Ab.  | —    | 32.º | —    |
|         | Tour de Francia | —    | X    | X    | X    | X    | X    | X    | X    | —    | —    | 1.º  | —    | 10.º | 1.º  | —    | —    | —    | —    | —    | —    | —    |
|         | Vuelta a España | X    | X    | —    | —    | X    | X    | —    | —    | —    | —    | X    | —    | X    | X    | X    | X    | —    | —    | —    | —    | Ab.  |

### Vueltas menores
| Carrera | Carrera          | 1939 | 1940 | 1941 | 1942 | 1943 | 1944 | 1945 | 1946 | 1947 | 1948 | 1949 | 1950 | 1951 | 1952 | 1953 | 1954 | 1955 | 1956 | 1957 | 1958 | 1959 |
| ------- | ---------------- | ---- | ---- | ---- | ---- | ---- | ---- | ---- | ---- | ---- | ---- | ---- | ---- | ---- | ---- | ---- | ---- | ---- | ---- | ---- | ---- | ---- |
|         | París-Niza       | —    | X    | X    | X    | X    | X    | X    | —    | X    | X    | X    | X    | —    | —    | —    | Ab.  | —    | —    | —    | —    | —    |
|         | Tour de Romandía | X    | X    | X    | X    | X    | X    | X    | X    | —    | —    | —    | —    | —    | 4.º  | —    | —    | —    | —    | —    | —    | —    |
|         | Vuelta a Suiza   | —    | X    | —    | —    | X    | X    | X    | —    | 5.º  | —    | —    | —    | —    | —    | —    | 5.º  | —    | —    | —    | —    | —    |

### Clásicas, Campeonatos y JJ. OO.
| Carrera               | Carrera               | 1939 | 1940 | 1941 | 1942 | 1943 | 1944 | 1945 | 1946 | 1947 | 1948 | 1949 | 1950 | 1951 | 1952 | 1953 | 1954 | 1955 | 1956 | 1957 | 1958 | 1959 |
| --------------------- | --------------------- | ---- | ---- | ---- | ---- | ---- | ---- | ---- | ---- | ---- | ---- | ---- | ---- | ---- | ---- | ---- | ---- | ---- | ---- | ---- | ---- | ---- |
| Omloop Het Nieuwsblad | Omloop Het Nieuwsblad | X    | X    | X    | X    | X    | X    | —    | —    | —    | 2.º  | —    | —    | —    | —    | —    | —    | —    | —    | —    | —    | —    |
|                       | Milán-San Remo        | —    | 10.º | 10.º | 21.º | —    | X    | X    | 1.º  | —    | 1.º  | 1.º  | 9.º  | —    | 37.º | 9.º  | 4.º  | 62.º | —    | —    | —    | —    |
|                       | París-Roubaix         | —    | X    | X    | X    | —    | —    | —    | —    | —    | —    | 39.º | 1.º  | —    | 2.º  | —    | —    | 2.º  | —    | —    | —    | 44.º |
| Flecha Valona         | Flecha Valona         | —    | X    | —    | —    | —    | —    | —    | —    | —    | —    | 3.º  | 1.º  | —    | —    | —    | —    | —    | —    | —    | —    | —    |
| París-Bruselas        | París-Bruselas        | —    | X    | X    | X    | X    | X    | X    | —    | —    | —    | —    | —    | —    | 60.º | —    | —    | —    | —    | —    | —    | —    |
| Campeonato de Zúrich  | Campeonato de Zúrich  | —    | —    | —    | —    | —    | —    | —    | 2.º  | 18.º | —    | —    | —    | —    | —    | —    | —    | —    | —    | —    | —    | —    |
| Milán-Turín           | Milán-Turín           | —    | —    | —    | —    | X    | X    | —    | —    | —    | —    | —    | —    | —    | —    | —    | —    | 4.º  | —    | —    | —    | —    |
|                       | Giro de Lombardía     | —    | 16.º | 5.º  | 7.º  | X    | X    | —    | 1.º  | 1.º  | 1.º  | 1.º  | 3.º  | 3.º  | 35.º | —    | 1.º  | 11.º | 2.º  | —    | —    | —    |
| Mundial en Ruta       | Mundial en Ruta       | X    | X    | X    | X    | X    | X    | X    | Ab.  | Ab.  | Ab.  | 3.º  | —    | —    | —    | 1.º  | 6.º  | Ab.  | 15.º | —    | 18.º | —    |
| Italia en Ruta        | Italia en Ruta        | —    | —    | —    | 1.º  | —    | —    | —    | —    | 1.º  | 2.º  | 1.º  | —    | —    | —    | —    | 2.º  | 1.º  | —    | —    | —    | —    |

 —: No participa 

Ab.: Abandona 

X: No se disputó

## Récords y marcas personales
- Ciclista con más triunfos en el Giro de Lombardía (5 victorias).